# Marina Spada
Marina Spada (Milano, 15 novembre 1958) è una regista e sceneggiatrice italiana.
Nei suoi film i personaggi femminili affrontano i loro conflitti interiori muovendosi tra forza, desiderio e fragilità. Sullo sfondo delle sue storie c’è la città di Milano, con le sue trasformazioni e contraddizioni, ma comunque sempre amata.

## Biografia professionale
Si diploma alla Scuola del Piccolo Teatro di Milano e si laurea in Storia della musica presso l'Università degli Studi di Milano con una tesi sul Teatro musicale di Gian Francesco Malipiero.
Negli anni Settanta si interessa soprattutto di musica, partecipando in ambito organizzativo a diverse tournée di Eugenio Finardi e Alberto Camerini, e lavorando a Canale '96, prima radio libera di sinistra in Italia.
Inizia l'attività professionale nel 1979 come segretaria di edizione e assistente alla regia nella sede di Roma della RAI. Comincia a lavorare nel cinema come secondo aiuto con il film Non ci resta che piangere (1985) con Roberto Benigni e Massimo Troisi. Collabora negli anni Ottanta con le principali case di produzione pubblicitarie e dirige numerosi documentari, videoclip e servizi televisivi.
Dalla metà degli anni Novanta alterna il lavoro di docente presso la Civica Scuola di Cinema Luchino Visconti con l'attività di regista. Come autrice di documentari, firma i videoritratti di Arnaldo Pomodoro, Fernanda Pivano, Francesco Leonetti. Tra i cortometraggi si ricordano Un giorno dopo l'altro (1989), che nel 1990 rappresenta l'Italia al Women Film Festival di Los Angeles, e L'Astice (1995), che si aggiudica il secondo premio nello Spazio Italia Fiction al Festival Cinema Giovani di Torino (1996) e il Premio Speciale della Giuria al Festival de Mediterranée di Bastia (1996).
Tra il 2005 e il 2010 gira per la televisione numerosi ritratti di grandi fotografi italiani tra i quali: Gabriele Basilico, Mimmo Jodice, Mario De Biasi, Francesco Radino, Vincenzo Castella e Fulvio Roiter, tutti presentati a rassegne e festival nazionali e internazionali.
Nel 2002 dirige Forza Cani, una delle prime esperienze di produzione indipendente e digitale realizzate in Italia. Del 2006 è il lungometraggio Come l'ombra, presentato con successo al Festival di Venezia e a quello di Toronto e premiato per la miglior regia al Festival di Mar del Plata nel 2007. In entrambi i film emerge una personale descrizione poetica della città di Milano, con le sue contraddizioni e la sua pressione spesso alienante sulla vita degli individui.
Nel 2007 Spada vince il Premio Lo Straniero, un riconoscimento che la rivista omonima diretta da Goffredo Fofi attribuisce ad artisti, scrittori, operatori, associazioni che operano sul sociale. Nel 2008 è produttrice esecutiva del film Mar nero di Federico Bondi che nello stesso anno partecipa in concorso al Festival di Locarno come unico film italiano. Nel 2009 dirige Poesia che mi guardi, il primo film che mette in luce la poetessa Antonia Pozzi, presentato come evento speciale delle Giornate degli Autori nell'edizione 2009 del Festival del Cinema di Venezia. Nel 2010 dirige Il mio domani, presentato in concorso ufficiale al Festival Internazionale del Film di Roma 2011, con l'attrice Claudia Gerini che per questo ruolo sarà finalista come migliore attrice protagonista al David di Donatello 2012.
Dal 2014 fa parte del Consiglio Direttivo dei 100Autori (dal 2017 al 2019 ne è stata vicepresidente). Nel 2015 è Artist in Residence (AIR) a Austin presso la UATX – University of Texas, dove approfondisce le tecniche di recitazione cinematografica e la sua ricerca sul cinema sperimentale. Dal 2016 insegna presso l'Università Cattolica del Sacro Cuore di Milano.
Nel 2022, in occasione dell’Uganda Film Festival, viene invitata dall’Ambasciata italiana di Kampala a tenere delle lezioni per attori e registi presso il Ministero dell’Informazione.

## Filmografia
- Le radici e le ali (1991), videoclip per il gruppo rock The Gang
- Siamo tutti innamorati (1994), documentario sulla vita di una profuga bosniaca a Milano
- Maratona di New York (1994), tratto dall'opera teatrale di Edoardo Erba
- Pietro Lingeri: architetto a Milano (1994)
- Fernanda Pivano, c'era una volta l'America (1995)
- Sheherazade per passione (1995), documentario sull'album Sheherazade (1995) di Ornella Vanoni
- L'Astice (1996)
- Arnaldo Pomodoro. Racconto dell'artista (1996)
- Dove si guarda c'è quello che siamo (1998), lavoro di videodanza in concorso al Festival di Locarno
- Francesco Leonetti, lo scrittore a sette code (1998)
- Forza Cani (2002), lungometraggio
- Controvento (2005), documentario sul bipolarismo
- Come l'ombra (2006), lungometraggio
- Poesia che mi guardi (2009), documentario poetico
- Il mio domani (2011), lungometraggio